# Roquelaure-Saint-Aubin
Roquelaure-Saint-Aubin (gaskognisch: Ròcalaura Sent Aubin) ist eine französische Gemeinde mit 95 Einwohnern (Stand 1. Januar 2022) im Département Gers in der Region Okzitanien (bis 2015 Midi-Pyrénées); sie gehört zum Arrondissement Condom und zum Gemeindeverband Bastides de Lomagne. Die Bewohner nennen sich Saint-Aubinois/Saint-Aubinoises.
Roquelaure-Saint-Aubin ist umgeben von den Nachbargemeinden Thoux im Nordosten und Osten, Beaupuy im Südosten, Razengues im Süden, Catonvielle im Südwesten und Westen sowie Saint-Germier im Westen und Nordwesten.

## Bevölkerungsentwicklung
| Jahr                       | 1793 | 1800 | 1831 | 1962 | 1968 | 1975 | 1982 | 1990 | 1999 | 2006 | 2011 | 2016 |
| Einwohner                  | 109  | 194  | 237  | 67   | 47   | 44   | 58   | 54   | 60   | 84   | 127  | 126  |
| Quellen: Cassini und INSEE |      |      |      |      |      |      |      |      |      |      |      |      |